# Pierre Moguez
Pierre Moguez, né le 25 avril 1913 à Tananarive et mort le 7 avril 1982 à Quend, est un militaire, résistant et fonctionnaire français, Compagnon de la Libération. Sous-officier expérimenté de l'infanterie coloniale, il décide de rallier la France libre au début de la Seconde Guerre mondiale. Après avoir participé aux combats en Afrique du Nord et en Italie, il débarque en Provence et prend part à la Libération de la France. Après la guerre, il fait carrière dans l'administration coloniale en Afrique centrale et à Madagascar.

## Biographie

### Jeunesse et engagement
Fils d'Eugène Moguez, proviseur ayant fondé les lycées de Tananarive, Saint-Louis et Dakar, Pierre Moguez nait le 25 avril 1913 à Tananarive,. Après avoir effectué ses études au lycée Henri-IV à Paris, il s'engage dans l'armée en 1931 où il est affecté au 22e régiment d'infanterie coloniale. Promu caporal en février 1934, il est muté au 1er régiment de tirailleurs sénégalais à Dakar puis en juillet de la même année, passe au 7e régiment de tirailleurs sénégalais avec lequel il est blessé lors d'opérations de police en Mauritanie. Promu sergent en janvier 1936, il revient à Madagascar en juillet 1938 lorsqu'il est muté au 2e régiment mixte malgache.

### Seconde Guerre mondiale
Toujours en poste à Madagascar au moment du déclenchement de la Seconde Guerre mondiale, son régiment n'est pas appelé en métropole. Promu sergent-chef en janvier 1940, il suit les cours d'élève-officier et passe aspirant en juillet suivant. Après la bataille de France, Pierre Moguez refuse l'armistice du 22 juin 1940 et cherche l'occasion de rejoindre la France libre. Il y parvient le 10 avril 1941 lorsqu'il parvient à s'enfuir de Madagascar et à rejoindre le Tanganyika britannique puis l'Égypte où il s'engage dans les forces françaises libres,. Promu sous-lieutenant en juin, il devient commandant du camp de Mena sur le plateau de Gizeh, officier du chiffre au Caire puis chargé du transport pour les bases françaises.
En mars 1942, il part pour la Syrie où il est affecté au Bataillon de marche no 11 (BM11). De retour en Égypte avec sa nouvelle unité en juillet 1942, il est engagé dans la guerre du désert et participe à la préparation de la seconde bataille d'El Alamein. Promu lieutenant en décembre 1942, il participe à la fin de la campagne de Tunisie au printemps 1943 puis est détaché quelques mois en Libye où il commande un peloton d'élèves sous-officiers. En août 1943, il retourne en Tunisie et réintègre le BM11 qui vient d'être incorporé à la 1re division française libre (1re DFL). Les mois qui suivent sont consacrés à la formation et à l'entraînement.
Le 20 avril 1944, il débarque à Naples pour prendre part à la campagne d'Italie où il s'illustre le 17 mai 1944 lors des combats du Liri en tenant ses positions malgré une forte poussée ennemie puis deux jours plus tard, en s'emparant avec sa compagnie du village de Pontecorvo et en appuyant la progression d'une colonne britannique. Les semaines suivantes, il participe aux combats de Montefiascone et du lac de Bolsena. Le 16 août 1944, dans le cadre du débarquement de Provence, il débarque à Cavalaire et participe à la bataille de Toulon. Les 20 et 21 août suivant, sa compagnie perd successivement son commandant, Louis Dupuis et son remplaçant, Benjamin Tagger. Pierre Moguez prend alors à son tour le commandement de la compagnie qu'il mène au combat à La Crau.
Suivant l'avancée de la 1re DFL, il remonte la vallée du Rhône et se retrouve engagé dans la bataille des Vosges où il se distingue le 21 septembre 1944 à Mignavillers en contre-attaquant violemment l'ennemi, puis cinq jours plus tard à Lomont dont il s'empare malgré une forte résistance allemande. Le 8 janvier 1945, lors de la bataille d'Alsace, il est grièvement blessé à l'oeil à Osthouse. Après plusieurs jours d'hospitalisation à Besançon, il est détaché en février 1945 à l'école des cadres des auxiliaires féminines de l'Armée de terre à Thomery.

### Après-Guerre
Restant dans l'armée après le conflit, il est promu capitaine en décembre 1945. Il suit alors les cours de l'école nationale de la France d'outre-mer et démissionne de l'armée une fois son diplôme obtenu. Administrateur-adjoint de 1re classe, il est affecté au Niger puis en Haute-Volta où il est chef de la subdivision de Diapaga. Près de dix ans après son évasion de Madagascar, il retrouve son île natale lorsqu'il est nommé adjoint du chef de la province de Fianarantsoa. Promu administrateur de 1re classe, il prend le commandement de la province de Majunga puis retourne à Fianarantsoa où il est chef de bureau des études générales et du plan. Il poursuit sa carrière coloniale en étant promu administrateur en chef en 1956 puis se retire de la fonction publique en 1959 et devient agent commercial pour une société d'électronique.
Pierre Moguez meurt le 7 avril 1982 à Monchaux, hameau de la commune de Quend où il est inhumé.

## Décorations
|  |  |  |
|  |  |  |
|  |  |  |
|  |  |  |

| Officier de la Légion d'honneur                                | Officier de la Légion d'honneur                                | Officier de la Légion d'honneur                                | Compagnon de la Libération Par décret du 16 octobre 1945                                                 | Compagnon de la Libération Par décret du 16 octobre 1945                                                 | Compagnon de la Libération Par décret du 16 octobre 1945                                                 | Croix de guerre 1939-1945                                            | Croix de guerre 1939-1945                                            | Croix de guerre 1939-1945                                            |
| Croix de guerre des Théâtres d'opérations extérieurs           | Croix de guerre des Théâtres d'opérations extérieurs           | Croix de guerre des Théâtres d'opérations extérieurs           | Médaille des blessés de guerre                                                                           | Médaille des blessés de guerre                                                                           | Médaille des blessés de guerre                                                                           | Médaille de la Résistance française                                  | Médaille de la Résistance française                                  | Médaille de la Résistance française                                  |
| Médaille des évadés                                            | Médaille des évadés                                            | Médaille des évadés                                            | Croix du combattant volontaire Avec agrafe "Guerre 1939-1945"                                            | Croix du combattant volontaire Avec agrafe "Guerre 1939-1945"                                            | Croix du combattant volontaire Avec agrafe "Guerre 1939-1945"                                            | Croix du combattant                                                  | Croix du combattant                                                  | Croix du combattant                                                  |
| Médaille coloniale Avec agrafes "Libye" et "Tunisie 1942-1943" | Médaille coloniale Avec agrafes "Libye" et "Tunisie 1942-1943" | Médaille coloniale Avec agrafes "Libye" et "Tunisie 1942-1943" | Médaille commémorative française de la guerre 1939-1945 Avec agrafes "Afrique", "Italie" et "Libération" | Médaille commémorative française de la guerre 1939-1945 Avec agrafes "Afrique", "Italie" et "Libération" | Médaille commémorative française de la guerre 1939-1945 Avec agrafes "Afrique", "Italie" et "Libération" | Médaille commémorative des services volontaires dans la France libre | Médaille commémorative des services volontaires dans la France libre | Médaille commémorative des services volontaires dans la France libre |